# Phaea sondenegro
Phaea sondenegro es una especie de escarabajo longicornio del género Phaea, tribu Tetraopini, subfamilia Lamiinae. Fue descrita científicamente por Botero, Ahumada & Navas en 2021.

## Descripción
Mide 5,6 milímetros de longitud.

## Distribución
Se distribuye por Colombia.